# Posttransfusionelle Purpura

Klinisches Bild der namensgebenden Purpura, wie sie bei ausgeprägten Thrombozytopenien vorkommen kann.

Die posttranfusionelle Purpura (eng. Post-transfusion purpura, PTP) ist eine verzögert auftretende, unerwünschte Transfusionsreaktion, die nach der Transfusion von zellulären Blutbestandteilen (z. B. Erythrozyten- oder Thrombozytenkonzentraten) auftreten kann. Ursächlich sind vom Empfänger des Blutprodukts gebildete gegen die Blutplättchen (Thrombozyten) gerichtete (antithrombozytäre) Alloantikörper, die neben den körperfremden (allogenen) ungewöhnlicherweise auch die körpereigenen (autologen) Thrombozyten zerstören. Die hieraus resultierende, bisweilen ausgeprägte Thrombozytopenie zeigt sich üblicherweise 5 bis 12 Tage nach der ursächlichen Transfusion und kann zu schweren Blutungen führen. Die PTP betrifft überwiegend Frauen, da diese durch vorangegangene Schwangerschaften entsprechende Antikörper ausgebildet haben.

## Epidemiologie
Die PTP ist eine verhältnismäßig selten auftretende Transfusionsreaktion. Im Hämovigilanzbericht des Paul-Ehrlich-Instituts werden für den Zeitraum von 1997 bis 2018 lediglich 30 Verdachtsfälle verzeichnet. Hiervon konnten 18 Fälle bestätigt werden, von denen keiner tödlich verlief. Es ist allerdings von einer relevanten Dunkelziffer, insbesondere bei subklinischen Fällen, auszugehen.

## Mechanismus
Die PTP tritt überwiegend bei Frauen auf, die bereits mehrfach schwanger waren (Multgravida), oder bei Patienten beiderlei Geschlechts, die zuvor Transfusionen erhalten hatten. Im Rahmen von Schwangerschaften und Transfusionen kommt das Immunsystem der Schwangeren bzw. des Empfängers mit Antigenen des Kindes bzw. des Spenders in Kontakt und kann gegen Antigene, die dem Empfänger fehlen, so genannte Alloantikörper bilden. Diese Alloantikörper richten sich am häufigsten gegen Antigene der roten Blutkörperchen (Erythrozyten) – können sich aber unter anderem auch gegen Blutplättchen-Antigene ausbilden.
Am häufigsten tritt die PTP bei Empfängern, denen das Thrombozytenantigen HPA-1a (nach alter Nomenklatur PLA1) auf dem Glykoprotein-2b/3a (GP IIb/IIIa) fehlt, auf. Diese können nach Kontakt mit diesem Antigen einen Antikörper gegen das Antigen (Anti-HPA-1a) bilden. Andere Antikörper, die eine PTP auslösen können, richten sich gegen die Antigene HPA-1b, HPA-3a, HPA-2a oder HPA-5a.
Erhält ein Patient, der zuvor einen solchen antithrombozytären Antikörper entwickelt hat, eine Transfusion von Thrombozyten mit diesem Antigen, so binden die Antikörper an die allogenen Thrombozyten, was zu deren Abbau führt. Dies führt zu einer Immunreaktion, die aus bisher nicht vollständig verstanden Gründen auch zum Abbau der eigenen (autologen) Thrombozyten führt, obwohl diese das Antigen nicht tragen. Eine der möglichen Erklärungen basiert auf einer Adsorption der fremden, löslichen Thrombozytenantigene auf den autologen Thrombozyten, die dann durch die Antikörper erkannt werden.

## Diagnostik
Der Nachweis des Thrombozytenabfalls und der resultierenden Thrombozytopenie im Zusammenhang mit der entsprechenden Transfusion erfolgt im Blutbild. Anschließend kann der Nachweis der antithrombozytären Antikörper in einem Thrombozyten-Speziallabor durchgeführt werden. Gesichert wird die Diagnose – sofern möglich – durch den Nachweis des entsprechenden Antigens beim Spender sowie den fehlenden Antigennachweis beim Patienten.

## Behandlung
Die Symptome sind bei leichten Fällen bisweilen selbstlimitierend und die Thrombozytenzahl normalisiert sich innerhalb von zwei Wochen. Bei behandlungsbedürftigen Fällen ist die Gabe von intravenösen Immunglobulinen (IVIG) die Therapieoption der Wahl. Zur Entfernung der ursächlichen Antikörper kann eine therapeutische Apherese erfolgen.
Die Gabe von Steroiden hat sich nicht bewährt. Auch die Gabe von gematchten Thrombozytenkonzentraten, die das entsprechende Antigen nicht tragen, ist häufig nicht erfolgversprechend, da die Antigen-negativen Thrombozyten ähnlich wie die autologen Thrombozyten abgebaut werden.
Die ursächlichen Antikörper können bei Schwangerschaften zu einer Alloimmun-Thrombozytopenie des Feten bzw. des Neugeborenen führen. Patientinnen, bei denen zuvor eine Alloimmun-Thrombozytopenie auftrat, sollten zur PTP-Vermeidung kompatible Transfusionen erhalten.